# Antonio Serra
Antonio Serra (Cosenza, Reino de Nápoles, mediados del siglo XVI - Nápoles, ib., principios del siglo XVII) fue un economista italiano. Se incluye entre los mercantilistas, y responde a parecidas circunstancias a los arbitristas de la Castilla de la misma época, también pertenecientes a la misma Monarquía Hispánica de los Habsburgo y enfrentados a los mismos problemas económicos, ligados a la Revolución de los Precios del siglo XVI y la crisis del siglo XVII.

## Biografía
Aunque se carece de detalles sobre su fecha de nacimiento, se sabe que Serra nació en Cosenza, ciudad perteneciente al Reino de Nápoles, que en ese entonces era parte de la monarquía española. Realizó estudios universitarios, doctorándose probablemente in utroque jure (es decir, en teología y derecho). Llamado a trabajar en la capital Nápoles, se aplicó a resolver los enormes problemas sociales y económicos creados por el sistema virreinal. Involucrado en una conjura para liberar su nativa Calabria del dominio español, como previamente en 1599 el filósofo Tommaso Campanella, en 1613 fue encarcelado.
En su estancia en prisión Serra escribió su única obra: Breve trattato delle cause che possono far abbondare li regni d’oro e d’argento dove non sono miniere ("Breve tratado de las causas que pueden hacer abundar el oro y la plata en los reinos que no tienen minas"), que trata de la escasez de moneda en el Reino de Nápoles, y que dedica al virrey Pedro Fernández de Castro y Andrade, Conde de Lemos (conocido por haber recibido también dedicatorias del propio Miguel de Cervantes, que también había pasado por Nápoles, pero no en ese tiempo, sino en 1573-1575). Murió en el primer tercio del siglo XVII, probablemente encarcelado en la misma Nápoles.
Se ha llegado a decir que Serra fue el primer autor en analizar y comprender plenamente el concepto de balanza de pagos, tanto para bienes visibles como para movimientos de capital y pagos por servicios. Explicaba cómo la escasez de moneda circulante en el reino napolitano se debía a un déficit en la balanza de pagos donde el país compraba más artículos de los que vendía al extranjero, rechazando la idea (común en su época) de que la escasez de circulante se debía al tipo de cambio. La solución que proponía Serra era incentivar las exportaciones de bienes "tangibles o intangibles", entendiendo en estos últimos al sector servicios, como medio de obtener riqueza mediante el aprovechamiento económico de los recursos locales y no depender de la simple acumulación de metal precioso, acumulación inútil para Serra si luego debía gastarse ese oro y plata en comprar bienes extranjeros que Nápoles no producía.
También parece que llegó a definir la ley de los rendimientos decrecientes para la agricultura. Su pensamiento económico supone una superación de las concepciones morales escolásticas sobre economía, usuales hacia el siglo XVII y basadas en consideraciones filosóficas, en beneficio de otras concepciones más seculares.